# Bebelis parva
Bebelis parva là một loài bọ cánh cứng trong họ Cerambycidae.